# Rachna Dhingra
Rachna Dhingra (geboren am 3. September 1977) ist eine Menschenrechts- und Umweltaktivistin, die in Bhopal mit den Überlebenden der Katastrophe von Bhopal arbeitet.

## Leben
Rachna Dhingra wurde in Delhi geboren. Sie wuchs als Einzelkind geschiedener Eltern auf. Im Alter von 18 Jahren zog sie mit ihrer Mutter in die USA. Rachna machte ihren Bachelor-Abschluss in Betriebswirtschaft an der Ross School of Business der University of Michigan, Ann Arbor in den Vereinigten Staaten. Nach ihrem Abschluss arbeitete sie bei Accenture als Unternehmensberaterin.

## Engagement
Im Jahr 2002 kündigte sie ihren Job und im Januar 2003 kam Rachna nach Bhopal, um den Kampf der Überlebenden von Bhopal für Gerechtigkeit zu unterstützen. Ihr Ziel ist es, den Überlebenden eine angemessene Entschädigung zukommen zu lassen, Anstrengungen für sauberes Trinkwasser zu initiieren, Arbeitsplätze zu schaffen und lokale und globale Gemeinschaften zu mobilisieren. Sie war Teil der Hilfsmaßnahmen für das Erdbeben 2001 in Gujarat und die Unruhen 2002 in Gujarat. Rachna ist 2006 und erneut 2008 zusammen mit Überlebenden der Katastrophe und ihren Unterstützern zu Fuß von Bhopal nach Neu-Delhi gelaufen. Im Jahr 2007 trat sie zusammen mit anderen 19 Tage lang in einen Hungerstreik. 2008 setzte sie den Hungerstreik fort während sie für 10 Tage im Gefängnis von Tihar saß. Im Jahr 2009 reiste sie zusammen mit Überlebenden und Unterstützern durch Europa und die Vereinigten Staaten, um bei öffentlichen Versammlungen in Deutschland, Italien, den Niederlanden und einem Dutzend US-Städten gegen die für die Bhopal-Katastrophe verantwortlichen US-Konzerne zu protestieren.

## Auszeichnungen
Am 14. Januar 2011 wurde Rachna Dhingra von Mariane Pearl und dem Vorsitzenden und Chefredakteur der India Today Group, Aroon Purie, mit dem India Today Woman of the Year Award in der Kategorie „Öffentlicher Dienst“ ausgezeichnet, weil sie eine vielversprechende Karriere aufgab und nach Bhopal zog, um sich für Gerechtigkeit für die Opfer der Gastragödie und die betroffenen Familien einzusetzen.
Außerdem erhielt sie am 23. November 2019 in Berlin den internationalen ethecon Blue Planet Award 2019, der ihren Mut bei der Konfrontation mit Unternehmensverbrechen würdigte.